# カワサキ・GPZ1000RX
カワサキ・GPZ1000RX（ジーピーゼットせんアールエックス）は、1986年から1988年までの間市販されたカワサキ（川崎重工業）のオートバイ、新世代スポーツツアラーである。北米仕様はNINJA1000R。

## 解説
GPZ1000RXは、GPZ900Rのエンジンをベースにボア・ストロークをアップして、997ccの排気量で125ps（北米仕様は120ps）を発揮した。また、それを支えるフレームはダブルクレードルとし、空気抵抗を抑えるウインカー一体型のフル・カウリングと操作性向上のために前後共16インチホイールを採用した。
また、通常はリアカウルに収納され、必要なときだけ引き出すバンジーフックやリアカウル収納型タンデムグリップなどの特徴的で便利な小物類を備えている。
最高速度は260km/h 0→400m加速 10.6秒をマークし、速度・加速性・コーナリングなどすべての面で大幅な性能の向上が図られ、当時の世界最速のスポーツツアラーとしてカワサキのフラッグシップであった。
他メーカーとの最高速争いが激化し、短命に終わったが、ウインカー一体型のフル・カウリング形状を始め、様々な点で、その後発表されたZX-10やZZRシリーズに引き継がれている。
モデルコードはZXT00Aで、A1、A2、A3、A3Aとあるが、ミラーの形状やカウリングの取り付け部分などの細かい変更があった程度である。
カラーバリエーションは、赤／黒、黒／グレー、青／銀、白／金